# الادیو سیلوستر
الادیو سیلوستر (انگلیسی: Eladio Silvestre؛ زادهٔ ۱۸ نوامبر ۱۹۴۰) بازیکن فوتبال بازنشسته اهل اسپانیا، که در پست دفاع بازی می‌کرد.
وی در تیم ملی فوتبال اسپانیا بازی کرده‌است.